# LC9 (groupe)
Pour les articles homonymes, voir LC9.
LC9 (coréen : 엘씨나인) était un boys band de K-pop sud-coréen formé par Nega Network. Le groupe était composé de six membres. Son nom, LC9, signifie League of Competition #9. Ils ont débuté le 9 mai 2013 avec MaMa Beat dans l'émission M! Countdown. Le clip vidéo de ce titre a été dévoilé le même jour.

## Les débuts: Skirmish
Vers avril, Nega Network a annoncé la formation d'un nouveau boys band, surnommé Brown Eyed Boys, inspiré par leur senior du même label, Brown Eyed Girls. Après une série de bandes-annonces présentant chacun des membres du groupe, ils ont officiellement fait leurs débuts en tant que LC9 le 9 mai 2013 avec leur premier mini-album, Skirmish, dont la chanson-titre est MaMa Beat, featuring Ga-in. Le même jour, le groupe a fait ses débuts sur scène sur la chaîne Mnet, dans l'émission M! Countdown.
Au hit-parade du Gaon Chart, Skirmish obtient la 12e place du classement des albums tandis que MaMa Beat atteint la 86e place.

## Membres
| Nom de scène | Nom de scène | Nom de naissance | Nom de naissance | Date de naissance | Position                            |
| Romanisé     | Hangul       | Romanisé         | Hangul           | Date de naissance | Position                            |
| ------------ | ------------ | ---------------- | ---------------- | ----------------- | ----------------------------------- |
| Rasa         | 라사         | Park Gun Woo     | 박건우           | 9 août 1989       | Leader, Chanteur principal, Rappeur |
| E.Den        | 이든         | Park Hyung Jin   | 박형진           | 4 mars 1991       | Rappeur principal                   |
| J-Hyo        | 제이효       | Kim Jong Hyo     | 김종효           | 5 juin 1992       | Chanteur principal, Rappeur         |
| King         | 킹           | Dong Woo Seok    | 동우석           | 3 avril 1993      | Chanteur principal                  |
| Jun          | 준           | Park Jun Young   | 박준영           | 23 février 1994   | Chanteur, Visuel                    |
| AO           | 아오         | Kang Hyun Su     | 강현수           | 18 juin 1996      | Maknae, Chanteur, Danseur principal |

## Divers
- Leur fan club officiel se nomme Love Beat.
- E-Den est né en Corée du Sud mais sa famille a déménagé au Canada quand il avait cinq ans. Son nom international est Jaedyn.
- LC9 sur Soompi